# Manuel Jesús Maderal Villa
Manuel Jesús Maderal Villa (n. Algeciras, Cádiz, España; 19 de septiembre de 1966) fue un futbolista español que se desempeñaba como delantero.

## Clubes
| Club              | País   | Año         |
| ----------------- | ------ | ----------- |
| Algeciras CF      | España | 1983 - 1984 |
| Cádiz CF          | España | 1984 - 1989 |
| CD Málaga         | España | 1989 - 1992 |
| Atlético Marbella | España | 1992 - 1993 |
| UE Lleida         | España | 1993 - 1994 |